# LG Hockey Games 2010
Die LG Hockey Games 2010 waren ein in Schweden und Finnland stattfindendes Eishockeyturnier der Euro Hockey Tour, bei welchem sich die Nationalmannschaften Finnlands, Russlands, Tschechiens und Schwedens maßen. Die Spiele des Turniers wurden bis auf das erste Spiel der Finnen, das in der Hartwall Arena in Helsinki stattfand, vom 29. April bis zum 2. Mai im Globen in Stockholm ausgetragen.

## Spiele
| 29. April 2010 18:30 Uhr | Finnland Riku Hahl (5:03) Juuso Hietanen (18:58) Juhamatti Aaltonen (22:04, 31:00) Mikael Granlund (PS) | 5:4 (2:1, 2:2, 0:1, 0:0, 1:0) Spielbericht | Russland Sergei Mosjakin (4:38) Wiktor Koslow (30:03) Maxim Suschinski (33:48) Jewgeni Artjuchin (43:48) | Hartwall Arena, Helsinki Zuschauer: 08.281 |

| 29. April 2010 19:30 Uhr | Tschechien Lukáš Kašpar (17:34) Jakub Klepiš (PS) | 2:1 (1:0, 0:1, 0:0, 0:0, 1:0) Spielbericht | Schweden Victor Hedman (24:30) | Globen, Stockholm Zuschauer: 06.654 |

| 1. Mai 2010 12:00 Uhr | Finnland Teemu Hartikainen (33:05) Anssi Salmela (47:12) Petri Kontiola (52:33) Sami Kapanen (56:03) | 4:1 (0:1, 1:0, 3:0) Spielbericht | Tschechien Jakub Voráček (5:36) | Globen, Stockholm Zuschauer: 05.132 |

| 1. Mai 2010 15:30 Uhr | Schweden Oliver Ekman-Larsson (44:23) Johan Harju (56:57) | 2:4 (0:1, 0:2, 2:1) Spielbericht | Russland Jewgeni Rjassenski (16:12) Maxim Suschinski (38:33) Witali Atjuschow (39:41) Nikolai Kulemin (40:34) | Globen, Stockholm Zuschauer: 09.332 |

| 2. Mai 2010 12:00 Uhr | Russland Sergei Fjodorow (2:32) Denis Kuljasch (57:33) | 2:4 (1:0, 0:2, 1:2) Spielbericht | Tschechien Jiří Novotný (21:57) Petr Koukal (37:57) Petr Vampola (56:49) Roman Červenka (59:45) | Globen, Stockholm Zuschauer: 03.545 |

| 2. Mai 2010 15:30 Uhr | Schweden Johan Fransson (6:04) Marcus Nilson (6:28) Niklas Persson (28:13) | 3:2 (2:1, 1:1, 0:0) Spielbericht | Finnland Petteri Nummelin (10:30) Juhamatti Aaltonen (26:07) | Globen, Stockholm Zuschauer: 10.035 |

## Abschlusstabelle
| RF | Team       | Spiele | S | OTS | SOS | SON | OTN | N | Tore  | Punkte |
| -- | ---------- | ------ | - | --- | --- | --- | --- | - | ----- | ------ |
| 1. | Finnland   | 3      | 1 | 0   | 1   | 0   | 0   | 1 | 11:08 | 5      |
| 2. | Tschechien | 3      | 1 | 0   | 1   | 0   | 0   | 1 | 07:07 | 5      |
| 3. | Russland   | 3      | 1 | 0   | 0   | 1   | 0   | 1 | 10:11 | 4      |
| 4. | Schweden   | 3      | 1 | 0   | 0   | 1   | 0   | 1 | 06:08 | 4      |

## Topscorer
| Spieler            | Spiele | Tore | Assist | Punkte |
| ------------------ | ------ | ---- | ------ | ------ |
| Juhamatti Aaltonen | 3      | 3    | 2      | 5      |
| Petri Kontiola     | 3      | 1    | 3      | 4      |
| Sergej Fedorow     | 3      | 1    | 3      | 4      |
| Maxim Sushinsky    | 3      | 2    | 1      | 3      |
| Niklas Persson     | 3      | 1    | 2      | 3      |
| Jori Lehterä       | 3      | 0    | 3      | 3      |

Sortiert nach Punkten, Toren, Vorlagen, Spielen, Penaltyminuten und ±-Verhältnis

## Auszeichnungen

### Beste Spieler
- Bester Torhüter:  Ondřej Pavelec
- Bester Verteidiger:  Jewgeni Rjassenski
- Bester Stürmer:  Juhamatti Aaltonen

### All-Star-Team
| Tor:          | Ondřej Pavelec                                        |
| Verteidigung: | Jewgeni Rjassenski – Petteri Nummelin                 |
| Sturm:        | Petri Kontiola – Sergei Fjodorow – Juhamatti Aaltonen |